# Obrium brunneum
Obrium brunneum  (лат.) — вид жуков-усачей из подсемейства настоящих усачей. Распространён в Европе, на Кавказе, в Закавказье, Турции и Иране. Личинки развиваются внутри различных хвойных деревьев, таких как сосна, ель, лиственница, пихта. Длина тела имаго 4—7 мм.